# Fractura de tobillo
Una fractura de tobillo es la rotura de uno o más huesos del tobillo.
Los síntomas pueden incluir dolor, hinchazón, hematomas e incapacidad para caminar apoyando esa pierna. Las complicaciones pueden incluir un esguince de tobillo alto asociado, síndrome compartimental, disminución del rango de movimiento y consolidación defectuosa.
La causa puede incluir una tensión excesiva en la articulación, como por ejemplo, por torcerse un tobillo o por un traumatismo cerrado. Los tipos de fracturas incluyen fracturas de maléolo lateral, maléolo medial, maléolo posterior, bimaleolar y trimaleolar. La necesidad de radiografías puede estar determinada por la regla del tobillo de Ottawa.
El tratamiento consiste en entablillado, yeso o cirugía. También puede ser necesario descartar otras lesiones. La recuperación significativa generalmente ocurre dentro de los cuatro meses; sin embargo, la recuperación completa puede tardar hasta dos años. Ocurre en aproximadamente 1.7 por 1 000 adultos y 1 por 1 000 niños por año. Ocurren más comúnmente en hombres jóvenes y mujeres mayores.